# WATER GARDEN
『WATER GARDEN』（ウォーター・ガーデン）は、1987年8月26日に発売されたZABADAKのCDアルバム。東芝EMIのレーベル「POPSIZE（ポップサイズ）」からリリースされた（規格品番：CA32-1539）。
デビューアルバム『ZABADAK-I』（1986年3月20日発売）とセカンド・アルバム『銀の三角』（1987年2月4日発売）の2つのミニ・アナログ・アルバム（LP）を再編集しCD化したカップリング・アルバム。両ミニアルバムの全曲を収録しているが、CD化にあたりメンバーによって曲順が再構成されている。
両ミニアルバムは廃盤になっており、カップリングCDアルバムとして、このアルバムと1991年発売の再発盤『ZABADAK』（東芝EMI）の2種類が再発売された。その後はiTunes storeなどの音楽配信により購入が可能となっている。
松田克志はこのアルバムの発売後に脱退し、彼が携わっているのはこれら3アルバムのみである。以降、ZABADAKは吉良知彦と上野洋子のデュオとなった。

## 曲目
1. Poland（ポーランド）
  - 『ZABADAK-I』B面1曲目。作曲：吉良知彦、編曲：ZABADAK
2. 水のソルティレージュ
  - 『銀の三角』A面1曲目。日本語詞：麻生圭子、作曲：クリストファーソン&クヴァルネス、編曲：安部隆雄、ボーカル：吉良知彦
3. パスカルの群れ
  - 『ZABADAK-I』A面3曲目。作詞：松田克志、作曲：上野洋子、編曲：ZABADAK、ボーカル：上野洋子
4. チグリスとユーフラテスの岸辺
  - 『銀の三角』B面3曲目。作詞：松田克志・一色線、作曲・編曲・ボーカル：吉良知彦
5. ガラスの森
  - 『銀の三角』B面1曲目。作詞：麻生圭子、作曲・編曲：吉良知彦、ボーカル：上野洋子
6. 夜の彷徨（さまよい）
  - 『銀の三角』B面2曲目。作詞：松田克志、作曲・編曲：吉良知彦、ボーカル：上野洋子
7. オハイオ殺人事件
  - 『ZABADAK-I』B面2曲目。作詞・作曲：吉良知彦、編曲：ZABADAK、ボーカル：吉良知彦
8. わにのゆめ
  - 『ZABADAK-I』A面1曲目。作詞：松田克志、作曲：吉良知彦、編曲：ZABADAK、ボーカル：吉良知彦
9. 森林学者
  - 『ZABADAK-I』A面2曲目。作曲：吉良知彦、編曲：ZABADAK（インストゥルメンタル）
10. 風の丘
  - 『銀の三角』A面2曲目。作詞：小峰公子、作曲・編曲・ボーカル：吉良知彦
11. Hide in the Bush（ハイド・イン・ザ・ブッシュ）
  - 『銀の三角』A面3曲目。作詞・作曲：上野洋子、編曲：吉良知彦、ボーカル：上野洋子